# Fiona Porte
Pour les articles homonymes, voir Porte.
Fiona Porte, née le 7 février 1989 à Guilherand-Granges, est une traileuse française. Elle a notamment remporté la 6000D en 2011 et l'Éco-Trail de Paris Île-de-France en 2012.

## Biographie
Peu sportive durant sa jeunesse, Fiona enchaîne les loisirs et s'essaie entre autres au jogging. Désireuse d'évaluer son niveau en course à pied, elle s'inscrit à une course et se pique au jeu de la compétition, s'y trouvant à l'aise. Amoureuse de la montagne, elle ne tarde pas à découvrir avec succès les disciplines de course en montagne et de trail. Elle décroche ses premiers succès en 2009, à l'âge de vingt ans, en s'imposant au trail du Télégraphe et au trail de la Combe Bénite.
Le 18 juillet 2010, elle remporte sa première victoire en course en montagne en s'imposant largement devant Stéphanie Duc à la montée du Nid d'Aigle. Elle s'illustre aux championnats de France de course en montagne à Murat en décrochant la médaille d'argent derrière Marie-Laure Dumergues et en remportant le titre en catégorie espoirs. Grâce à ce bon résultat, elle est sélectionnée pour les championnats d'Europe de course en montagne à Sapareva Banya. Elle termine à la 19e place et décroche la médaille d'argent au classement par équipes avec la championne Marie-Laure Dumergues et Laetitia Roux. Également sélectionnée pour les championnats du monde de course en montagne à Kamnik, elle s'y classe 29e. Le 22 octobre, elle s'impose au marathon des Causses malgré une erreur de parcours.
En 2011, elle se lance avec succès sur des distances plus longues. Le 30 avril, elle s'essaie à sa première épreuve plus longue qu'un marathon en prenant part au trail de l'Ardéchois de 57 km. Menant la course de bout en bout, elle s'impose aisément avec près d'une heure s'avance sur sa plus proche poursuivante Karine Sanson. Début juin, elle se rend à la Réunion pour participer au trail du Colorado qu'elle remporte également haut la main avec 40 min d'avance sur Daisy Pause. Le 31 juillet, elle prend le départ de la 6000D. Comme pour ses précédents succès, elle prend les commandes de la course de bout et bout et s'impose avec une large marge, échouant à seulement une minute et 46 secondes du record du parcours établi par Maud Gobert l'année prédécente. Prenant également part à plusieurs épreuves courtes du Trail Tour National, elle remporte la médaille d'argent du championnat derrière Céline Lafaye.
Elle se concentre sur les trails longs en 2012. Le 24 mars, elle effectue une solide course à l'Éco-Trail de Paris Île-de-France. Suivant de près la favorite Nathalie Mauclair, elle parvient à la doubler au kilomètre 60 pour filer vers la victoire. Le 9 septembre, elle s'impose facilement au trail de la Côte d'Opale malgré une douleur au genou. Elle termine sa saison en décrochant une seconde médaille d'argent au championnat de France de trail, cette fois sur longue distance derrière Nathalie Mauclair.
Ses blessures au genou n'étant pas rétablies, elle passe la majeure partie de la saison 2013 hors des compétitions pour se soigner. Elle fait son retour en compétition au Grand Trail des Templiers qu'elle termine à la quatrième place.
Ses blessures ressurgissent à nouveau et la tiennent éloignée de la plupart des compétitions pendant plusieurs années. Elle revient en forme fin 2020 et retrouve le chemin des podiums. Elle remporte notamment le Serre Chevalier Snow Trail 2021 en battant l'Ukrainienne Anna Darmograi de dix minutes.
Le 27 mai 2023, elle s'élance au départ de la Maxi-Race du Lac d'Annecy et prend d'emblée les commandes de la course. Sans concurrente à ses trousses, elle poursuit son cavalier seul en tête et s'impose aisément avec une demi-heure d'avance sur l'Espagnole Sandra Sevillano. Le 23 juin, elle s'élance au départ du Lavaredo Ultra Trail. Prenant les commandes de la course, elle creuse peu à peu l'écart en tête et s'impose en solitaire avec 45 min d'avance sur Maryline Nakache.

## Palmarès

### Course en montagne
| no  | féminin           | Course                                       | Longueur | Départ          | Temps           |
| --- | ----------------- | -------------------------------------------- | -------- | --------------- | --------------- |
| 23e | Médaille d'or     | Montée du Nid d'Aigle                        | 19,5 km  | 18 juillet 2010 | 2 h 10 min 36 s |
| 2e  | Médaille d'argent | Championnats de France de course en montagne | 10,6 km  | 6 juin 2010     | 1 h 4 min 26 s  |
| 36e | Médaille d'argent | Montée de l'Aubisque                         | 18,7 km  | 22 août 2010    | 1 h 34 min 3 s  |
| 19e | Médaille d'or     | Die-Col de Rousset                           | 16,9 km  | 8 mai 2011      | 1 h 45 min 39 s |

### Trail
| no  | féminin            | Course                             | Longueur | Départ           | Temps            |
| --- | ------------------ | ---------------------------------- | -------- | ---------------- | ---------------- |
| 7e  | Médaille d'or      | Marathon des Causses               | 40 km    | 22 octobre 2010  | 4 h 4 min 12 s   |
| 10e | Médaille d'or      | Trail de l'Ardéchois               | 57 km    | 30 avril 2011    | 5 h 25 min 54 s  |
| 18e | Médaille d'or      | Trail du Colorado                  | 38 km    | 5 juin 2011      | 4 h 7 min 56 s   |
| 23e | Médaille d'or      | 6000D                              | 61 km    | 31 juillet 2011  | 6 h 38 min 4 s   |
| 20e | Médaille d'argent  | Gruissan Phoebus Trail             | 50 km    | 12 février 2012  | 4 h 31 min 31 s  |
| 23e | Médaille d'or      | Éco-Trail de Paris Île-de-France   | 80 km    | 24 mars 2012     | 6 h 40 min 33 s  |
| 11e | Médaille d'argent  | Ultra Marin Raid Golfe du Morbihan | 56 km    | 22 juin 2012     | 4 h 29 min 16 s  |
| 11e | Médaille d'or      | Trail de la Côte d'Opale           | 62 km    | 9 septembre 2012 | 5 h 57 min 58 s  |
| 49e | 4e                 | Grand Trail des Templiers          | 73 km    | 27 octobre 2013  | 8 h 26 min 47 s  |
| 25e | Médaille de bronze | Marathon-Race du Lac d'Annecy      | 38 km    | 29 mai 2022      | 4 h 23 min 22 s  |
| 22e | Médaille d'or      | Maxi-Race du Lac d'Annecy          | 88 km    | 27 mai 2023      | 10 h 15 min 21 s |
| 21e | Médaille d'or      | Lavaredo Ultra Trail               | 120 km   | 23 juin 2023     | 14 h 57 min 36 s |
| 29e | Médaille d'argent  | TDS                                | 145 km   | 28 août 2023     | 24 h 8 min 32 s  |
| 25e | Médaille d'argent  | Maxi-Race du Lac d'Annecy          | 94 km    | 1er juin 2024    | 11 h 12 min 47 s |

## Records
| Épreuve       | Performance   | Date             | Lieu              |
| ------------- | ------------- | ---------------- | ----------------- |
| 3 000 mètres  | 11 min 4 s 22 | 7 mai 2011       | Saint-Étienne     |
| 10 kilomètres | 38 min 26 s   | 28 novembre 2010 | Tournon-sur-Rhône |